# Kazatjevo
Kazatjevo (bulgariska: Казачево) är ett distrikt i Bulgarien.   Det ligger i kommunen Obsjtina Lovetj och regionen Lovetj, i den centrala delen av landet, 120 km öster om huvudstaden Sofia.
Omgivningarna runt Kazatjevo är en mosaik av jordbruksmark och naturlig växtlighet. Runt Kazatjevo är det ganska tätbefolkat, med 60 invånare per kvadratkilometer.